# 荒川総合スポーツセンター
荒川総合スポーツセンター（あらかわそうごうスポーツセンター）は、東京都荒川区南千住に所在する体育施設である。東京アスレティッククラブ・三菱電機ビルソリューションズの指定管理者共同事業体（TM共同体）が指定管理者となっている。体育館・温水プールをはじめとする競技施設を備えている。隣接して軟式野球専用の南千住野球場も所在する。

## 歴史
旧東京スタジアムの跡地に1984年完成。北島康介が幼少期に利用しており、北島がオリンピックで金メダルを獲得したことで本施設の名も知られるようになった。館内の温水プールを「北島康介選手記念プール」と命名する案も浮上したが、当館の運営業務発注を巡り、当時の藤沢志光荒川区長らが収賄容疑で逮捕されたため頓挫した。
2005年からは指定管理者制度を導入している。
2019年3月から2020年3月まで、大規模改修のため休館。

## 施設概要
- 大体育室
  - アリーナ1592.72m2（34.4m×46.3m）
- 小体育室
  - アリーナ720m2（30m×24m）
  - 観覧席300席
- 温水プール
- 柔道場
- 剣道場
- ランニング走路
- 卓球室
- エアライフル場

## 交通アクセス
- 南千住駅より徒歩約10分（経路案内）